# Hector Goetinck

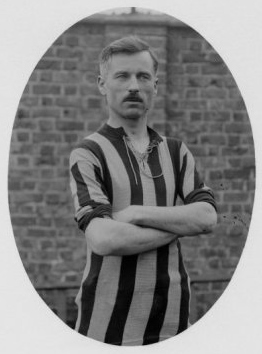
Hector Goetinck

Hector "Torten" Goetinck (Brugge, 5 maart 1886 – Heist, 25 juni 1943) was een Belgisch voetballer en voetbaltrainer.
Hij groeide op in Heist-aan-Zee en liep school in Brugge in het Atheneum, waar hij met voetbal in contact kwam. Op tienjarige leeftijd sloot hij zich aan bij FC Brugeois en hij debuteerde in het eerste elftal in 1902. Hij begon als linksbuiten, later speelde hij op de rechtsbuitenpositie. Samen met goalgetter Robert De Veen en spil Charles Cambier vormde hij de ruggengraat van de ploeg die voor de Eerste Wereldoorlog drie maal vicekampioen werd. Hij speelde ook 17 keer voor de nationale ploeg.
Tijdens de oorlog speelde Goetinck samen met andere internationals in de Belgian Front Wanderers, een ploeg die in Engeland, Frankrijk en Italië exhibitiematchen ging spelen. In het eerste seizoen na de oorlog, dat van 1919/20, maakte hij deel uit van de ploeg die Club Brugge zijn eerste landstitel bezorgde.Op zijn 42e hing Hector zijn schoenen aan de haak na 372 wedstrijden en 72 doelpunten.
Na zijn voetballoopbaan werd Goetinck trainer van Club Brugge en ook van de nationale ploeg van België. Hij hield er voor die tijd vooruitstrevende trainingsopvattingen op na: zo laste hij aparte conditietrainingen in en liet hij de jonge voetballertjes van Club lopen in de duinen om hun kracht en explosiviteit te vergroten. Hij leidde de Rode Duivels ook op het WK in Uruguay in 1930 en het WK in Italië in 1934. Tijdens de drie weken durende bootreis naar Uruguay liet hij de spelers gymnastiekoefeningen doen op het dek van het schip om hun conditie op peil te houden. In 1937 werd hij trainer van AS Oostende. Vanaf de zomer van 1938 tot het uitbreken van de Tweede Wereldoorlog was hij trainer van FC Tielt. Hij schreef ook een aantal voetbalboeken.
Goetinck overleed tijdens de Tweede Wereldoorlog toen een bom in de Parentstraat in Heist op 100 meter van zijn huis  midden op straat viel om 3 uur in de nacht en een schrapnel hem trof in bed.

## Publicatie
- Voetbalanecdoten, Snoeck-Ducaju en Zoon, Gent, 1942.